# Estação Farrapos
A Estação Farrapos é uma das estações do Metrô de Porto Alegre, situada em Porto Alegre, entre a Estação São Pedro e a Estação Aeroporto. Faz parte da Linha 1.
Foi inaugurada em 2 de março de 1985. Localiza-se no cruzamento da Avenida A. J. Renner com a Avenida Farrapos e a Rua Lauro Müler. Atende os bairros de Humaitá e Navegantes.